# Бубенгайм (Майнц-Бінген)
Бубенгайм (нім. Bubenheim) — громада в Німеччині, розташована в землі Рейнланд-Пфальц. Входить до складу району Майнц-Бінген. Складова частина об'єднання громад Гау-Альгесгайм.
Площа — 4,38 км2. Населення становить 820 ос. (станом на 31 грудня 2020).

## Галерея

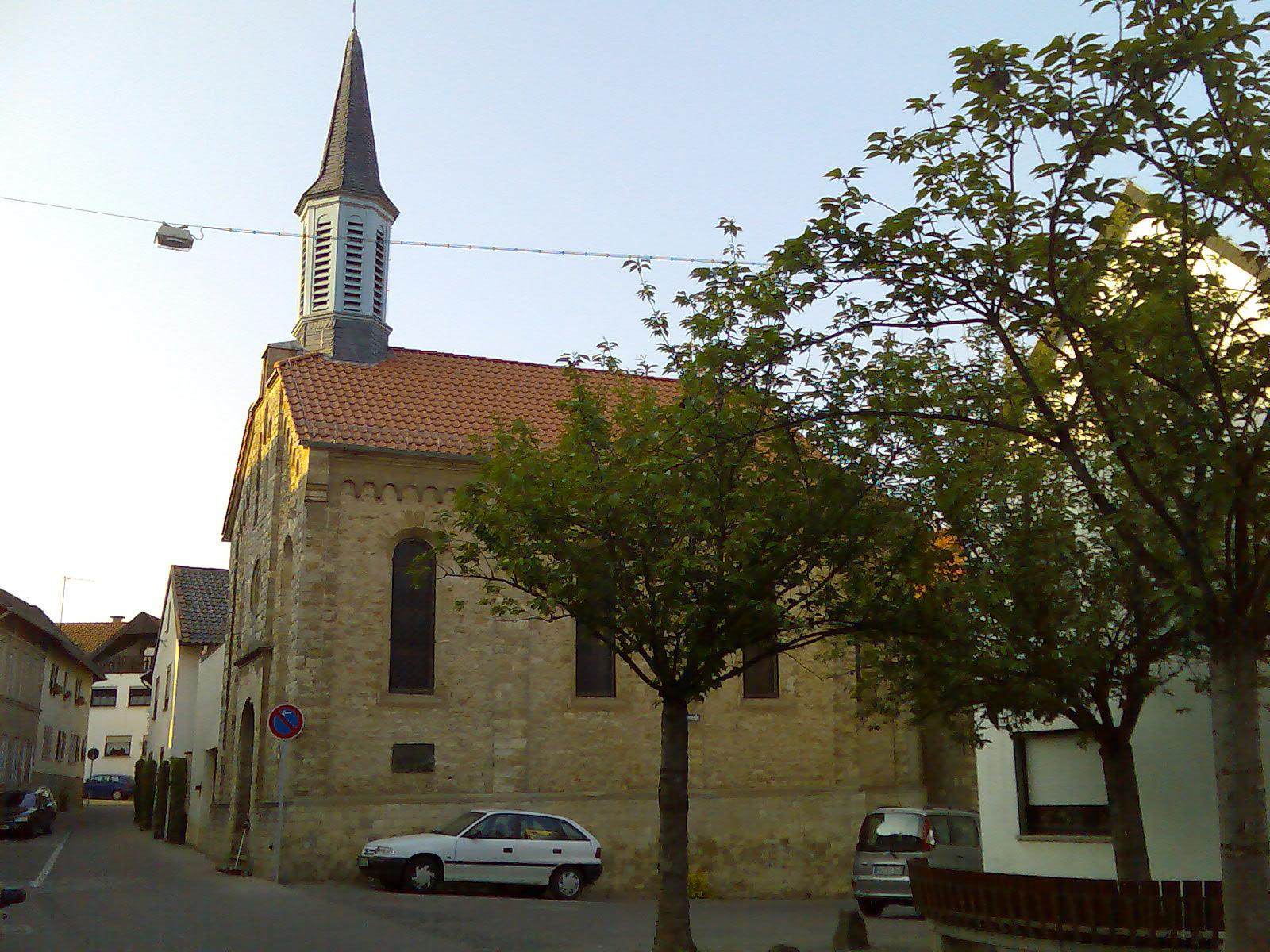
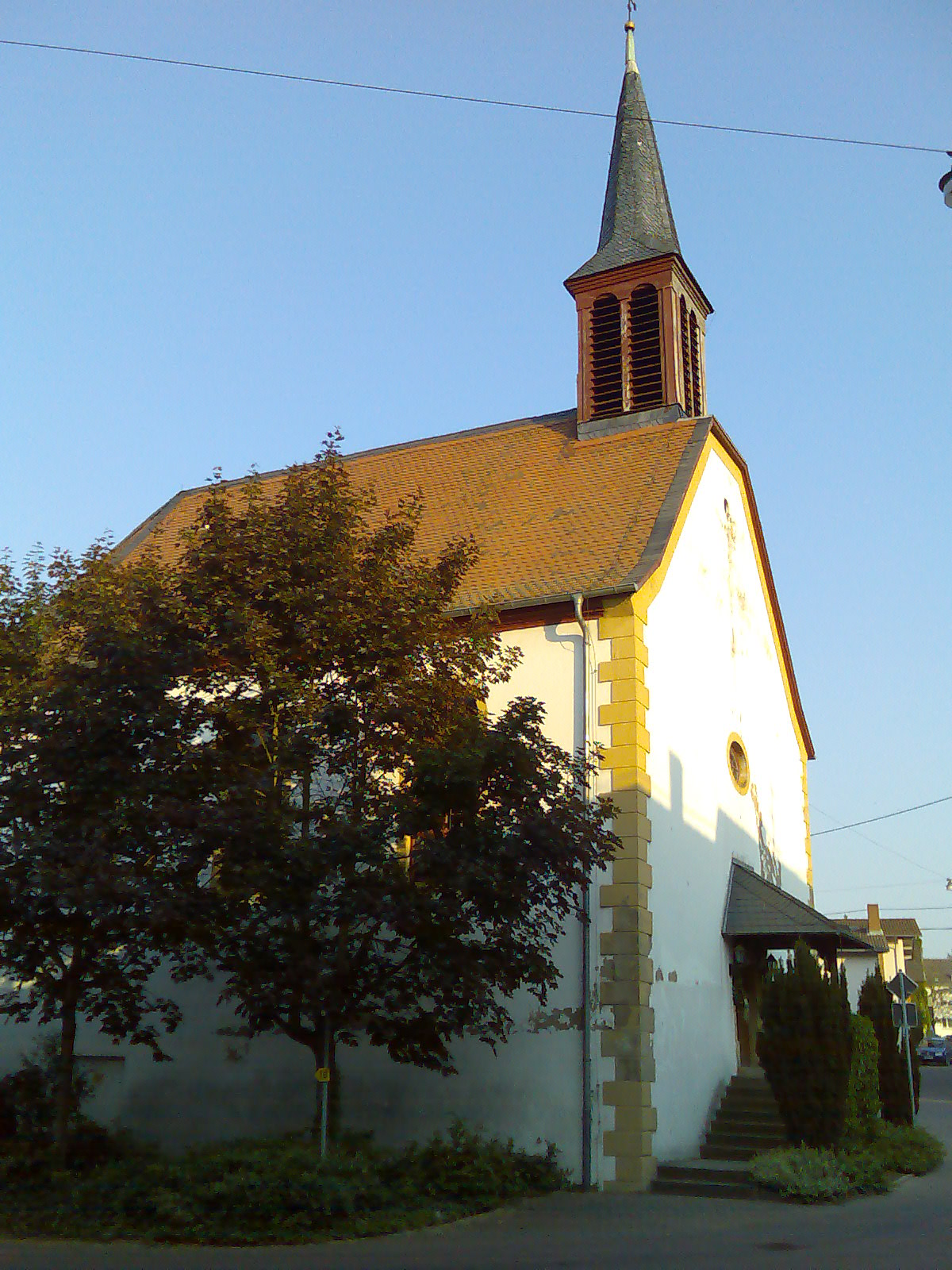